# H8000
H8000 is een aanduiding voor de hardcorescene uit West-Vlaanderen.

## Naam
De naam wordt uitgesproken als hate thousand.
- De H staat voor hate (haat) tegenover de tegenstand en kritiek die de scene te verduren kreeg en natuurlijk ook voor hardcore.
- 8000 staat voor de postcodes van de gemeenten in West-Vlaanderen. Dit zijn onder meer Brugge, De Haan, Harelbeke, Ieper, Izegem, Knokke-Heist, Kortrijk, Nieuwpoort, Oostduinkerke, Oostende, Poperinge, Roeselare, Tielt, Waregem en Menen.

## Stijl en bands
Hoewel de H8000-scene vooral aan een geografische regio gekoppeld is, is er ook een bepaalde muziekstijl aan gekoppeld. Een van de grondleggers, de punkband Nations On Fire is in die zin eigenlijk a-typisch omdat zij vooral politieke punkrock speelden. Eind jaren negentig waren het echter vooral straight edge metalcore-bands die het gezicht van de scene bepaalden. De bekendste voorbeelden zijn Congress, Liar en Spirit Of Youth. Belangrijke figuren in die scene waren de voormalige Nations On Fire-bandleden Edward, eigenaar van het toonaangevende platenlabel Goodlife, en Hans, zanger van Liar, en eigenaar van platenlabel Sobermind. Op deze labels werd de muziek van H8000-bands uitgebracht, maar ook albums van bands van buiten de regio met een vergelijkbare stijl, zoals het Limburgse Kindred en Amerikaanse bands als Culture en Morning Again.
Belangrijke bands uit latere perioden zijn Fatal Recoil, Morda  en Rafflesia.

## Platenlabels
- Sobermind Records (werd gerund door Hans (o.a. Liar & ex-YGID), inmiddels opgeheven)
- Machination Records (inmiddels opgeheven)
- Good Life Recordings
- Eye Spy Records
- Genet Records
- Reality Records
- PMA Records
- Thrown Back Records
- Warehouse Records

## H8000 Fest
- Met de 2007 editie van H8000 fest werd een 7-inch verspreid met de volgende bands: Losing Streak, Your God Is Dead, Trenchfoot en Black Haven.

## Documentaire
In het najaar van 2004 verscheen de H8000 DVD gemaakt door Vincent Tetaert (lifecycle/ firestone / amenra) met interviews met Hans (Sobermind Records/Liar/Your God Is Dead), Josh (Congress/Mans Ruin) en Dominiek (Spirit Of Youth/Blood Redemption).
In 1997 verscheen ook een sampler-cd met verschillende H8000-bands op Sobermind Records.